# Gebirgskrieg 1915–1918
Die Front des Gebirgskrieges zwischen Österreich-Ungarn und Italien im Ersten Weltkrieg (italienisch Guerra Bianca) verlief zwischen 1915 und 1917 vom Stilfser Joch an der Schweizer Grenze über den Ortler und den Adamello zum nördlichen Gardasee, östlich der Etsch dann über den Pasubio, weiter auf die Sieben Gemeinden, durch die Valsugana, den Lagorai und die Dolomiten zum Karnischen Kamm und den Julischen Alpen bis Gradisca. 1915 – noch vor dem Kriegszustand zwischen Deutschland und Italien – kamen mit dem Alpenkorps auch deutsche Truppen zum Einsatz. Hierbei durften die Deutschen jedoch die italienische Grenze noch nicht überschreiten – wenn auch die Artillerie bereits nach Italien hineinschoss.

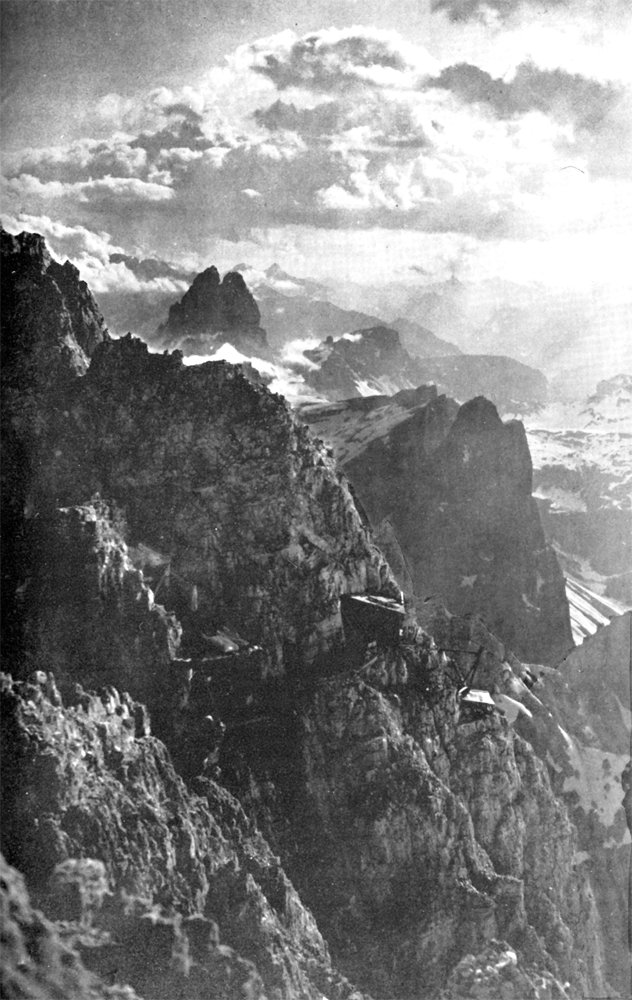
Österreichische Stellung in den Hängen der Sextner Rotwand

## Ausgangslage
Vor Ausbruch des Ersten Weltkrieges gehörte Italien dem sogenannten Dreibund mit Österreich-Ungarn und dem Deutschen Reich an. 1914 verweigerte das Land einen Kriegseintritt auf der Seite der Mittelmächte mit der Begründung, dass der Dreibund ein Defensivpakt sei. Es bestehe nur eine Bündnispflicht, wenn einer der Bündnispartner angegriffen würde, laut italienischer Ansicht hätten jedoch Deutschland und Österreich-Ungarn den Krieg begonnen.
Der tatsächliche Grund war, dass die Entente von Beginn an Italien Versprechungen machte, welche den Bestrebungen der italienischen Irredenta entsprachen. In Südtirol, im Trentino, im österreichischen Teil des Friaul und in Triest lebten unterschiedlich starke italienische Minderheiten, und die Entente versprach diese österreichischen Gebiete Italien im Falle eines Kriegseintrittes auf ihrer Seite. Österreich wies zwar darauf hin, dass mehr Italiener als Minderheit in Frankreich und in der Schweiz lebten, fand damit aber kein Gehör. Ein weiterer Grund dafür war wohl auch, dass Italien Österreich als den vermeintlich schwächeren Gegner betrachtete. So gab es Pläne im italienischen Generalstab, binnen vier Wochen bis nach Wien vorzurücken. Auch die italienische Wirtschaft hatte kein Interesse daran, an der Seite der Mittelmächte zu kämpfen. Die italienische Wirtschaft war sehr abhängig von Rohstoffimporten auf dem Seeweg, diese wären im Falle eines Krieges gegen die Entente blockiert worden.
Die italienische Bevölkerung war keineswegs kriegsbegeistert und wurde mittels Propaganda motiviert. Hier tat sich vor allem der Dichter Gabriele D’Annunzio hervor, der es verstand, antiösterreichische Stimmung zu erzeugen. General Luigi Cadorna gelang es, mit optimistischen Versprechungen und Prognosen das Parlament auf seine Seite zu ziehen. Er war ein gewandter Redner, hatte aber wenig militärisches Geschick. Die österreichische Grenze war in Erwartung eines italienischen Kriegseintrittes gut befestigt worden, allerdings nur mit schwachen Landsturmeinheiten besetzt. Für manche Frontabschnitte waren zu Beginn überhaupt keine k.u.k. Truppen verfügbar. Hier marschierten Freiwillige nachts von Gipfel zu Gipfel und täuschten durch viele Fackeln eine stärkere Besetzung vor. General Cadorna scheute jedes Risiko wie auch eine rasche Offensive. Die Österreicher brachten ihrerseits schließlich Verstärkung von der serbischen und russischen Front an die italienische Grenze und schafften es so, bereits nach zwei Wochen eine geschlossene Verteidigung zu organisieren.
Österreich hatte bereits vor dem Krieg umfangreiche Festungswerke an der Grenze zu Italien bauen lassen, in der Erwartung, dass der Bündnisvertrag mit Italien nicht halten würde. Als sich der Kriegseintritt Italiens verzögerte, wurden die Festungswerke von der Landwehr besetzt.
Die deutschen Verbündeten griffen der Donaumonarchie unter die Arme: das neu aufgestellte Alpenkorps wurde noch im Mai 1915 nach Südtirol verlegt und blieb dort bis in den Herbst. Deutschland war ab August 1916 formell mit Italien im Kriegszustand. Das gebirgige Gelände stand einem schnellen italienischen Vormarsch entgegen und begünstigte die Verteidiger.
Italien verfügte bei Kriegsbeginn über ein Heer von 900.000 Mann, das sich in vier Armeen sowie die Karnische Gruppe gliederte. Oberbefehlshaber war General Luigi Cadorna. Der festgelegte Operationsplan sah vor, mit der 2. und 3. Armee über den Fluss Isonzo in Richtung Laibach vorzustoßen, um ein strategisches Zusammenwirken mit dem russischen und serbischen Heer zu ermöglichen. Die Karnische Gruppe sollte in Richtung Villach in Kärnten vorstoßen, die 4. Armee sollte Toblach angreifen. Die gegen Südtirol eingesetzte 1. Armee sollte sich defensiv verhalten. Bereits in den ersten Wochen zeigte sich, dass die geplanten Operationsziele völlig unrealistisch waren.

### Der Kriegsschauplatz

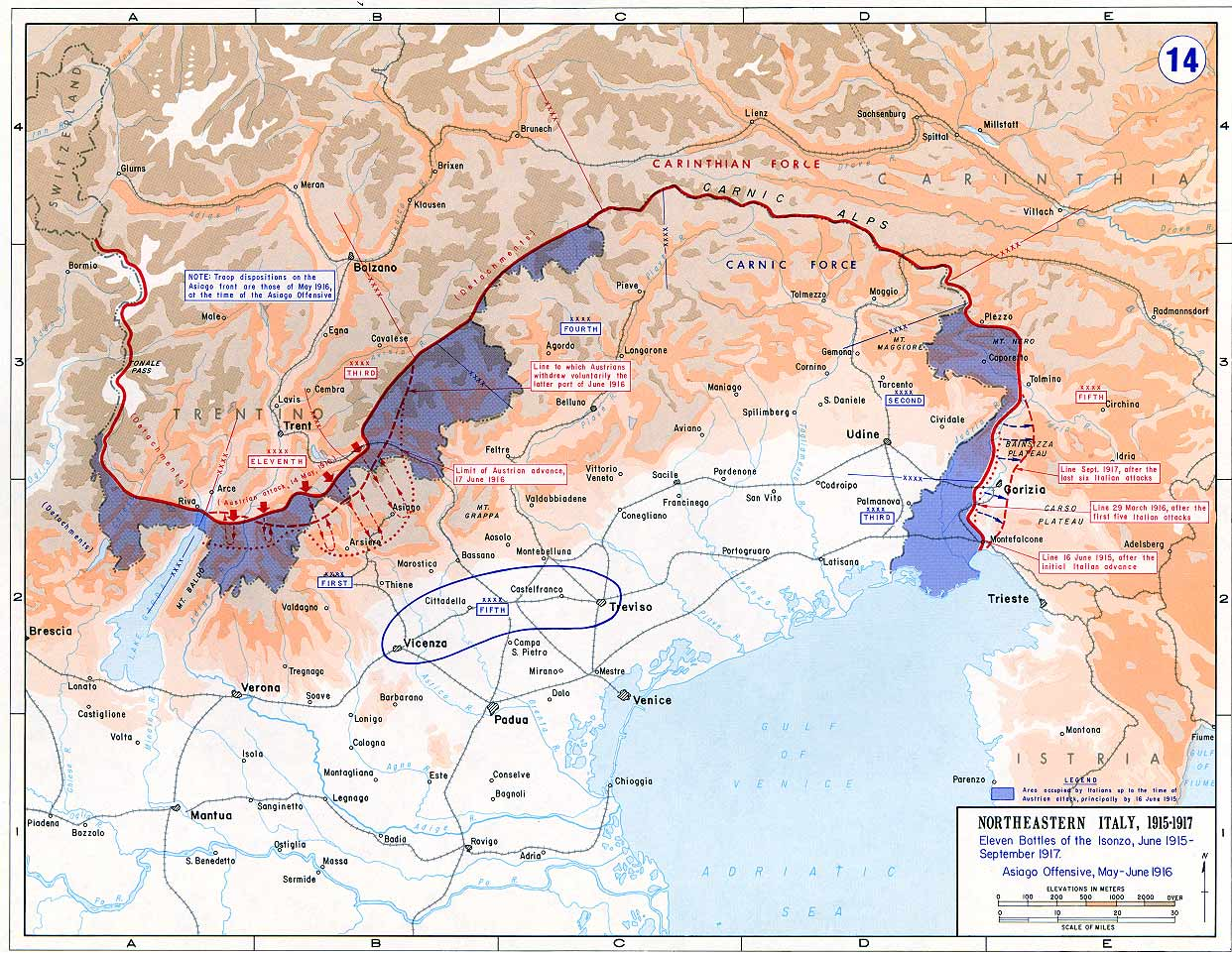
Die italienische Front 1915–1917: elf Schlachten in der Isonzo- und Asiago-Offensive; blau: italienische Eroberungen.

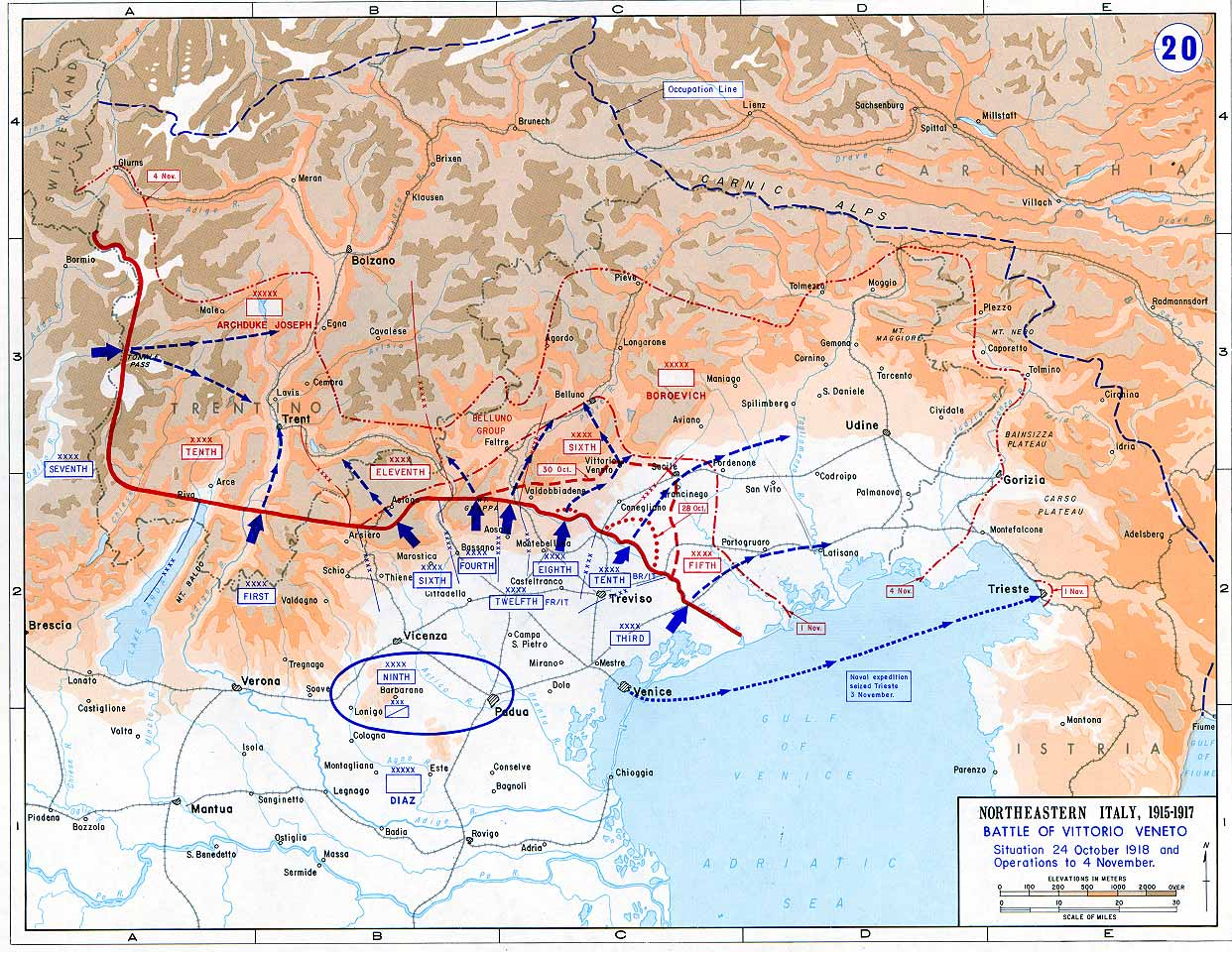
Die italienische Front 1918 und die Schlacht von Vittorio Veneto

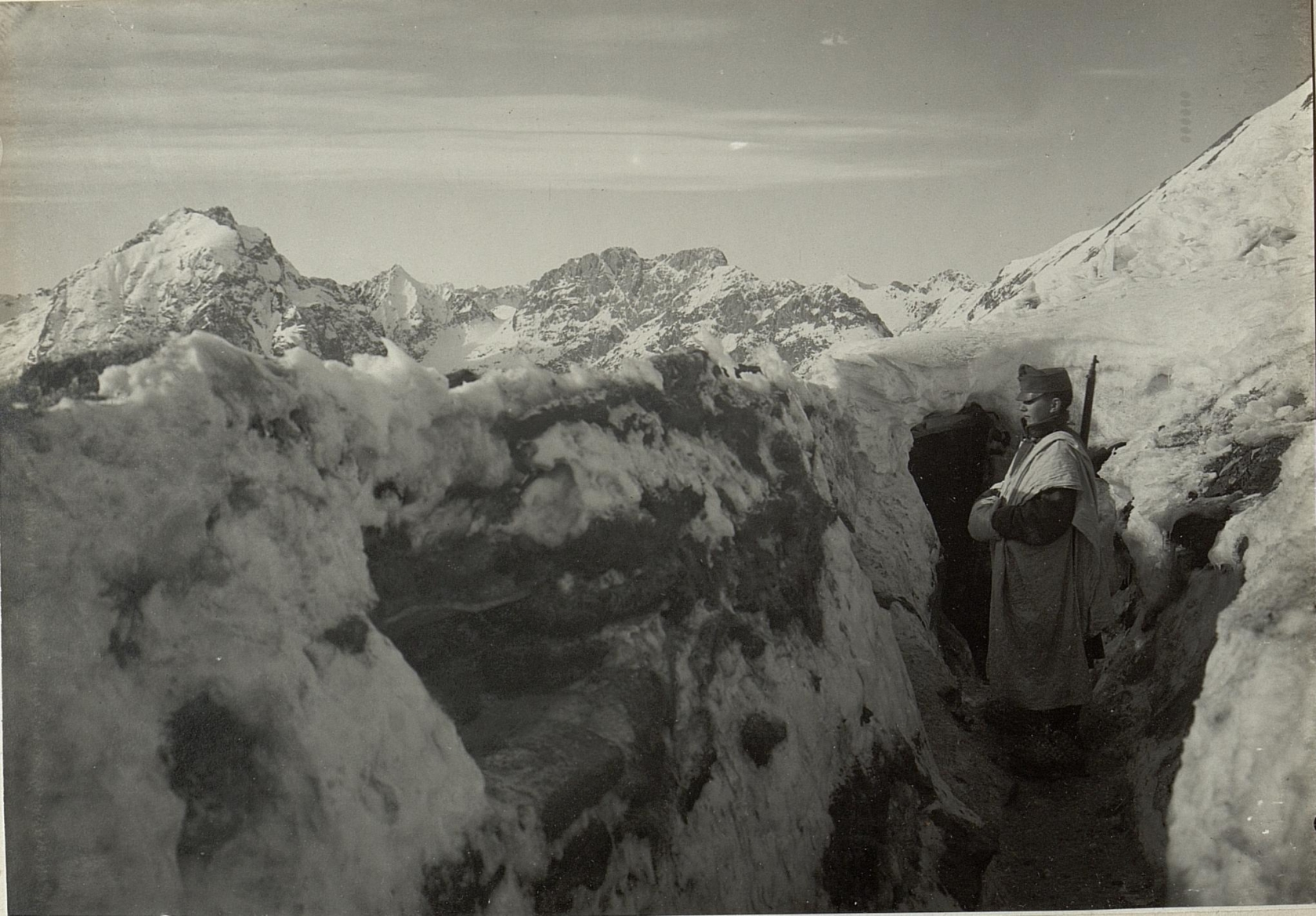
Schützengraben mit Wachposten auf der Köderhöhe

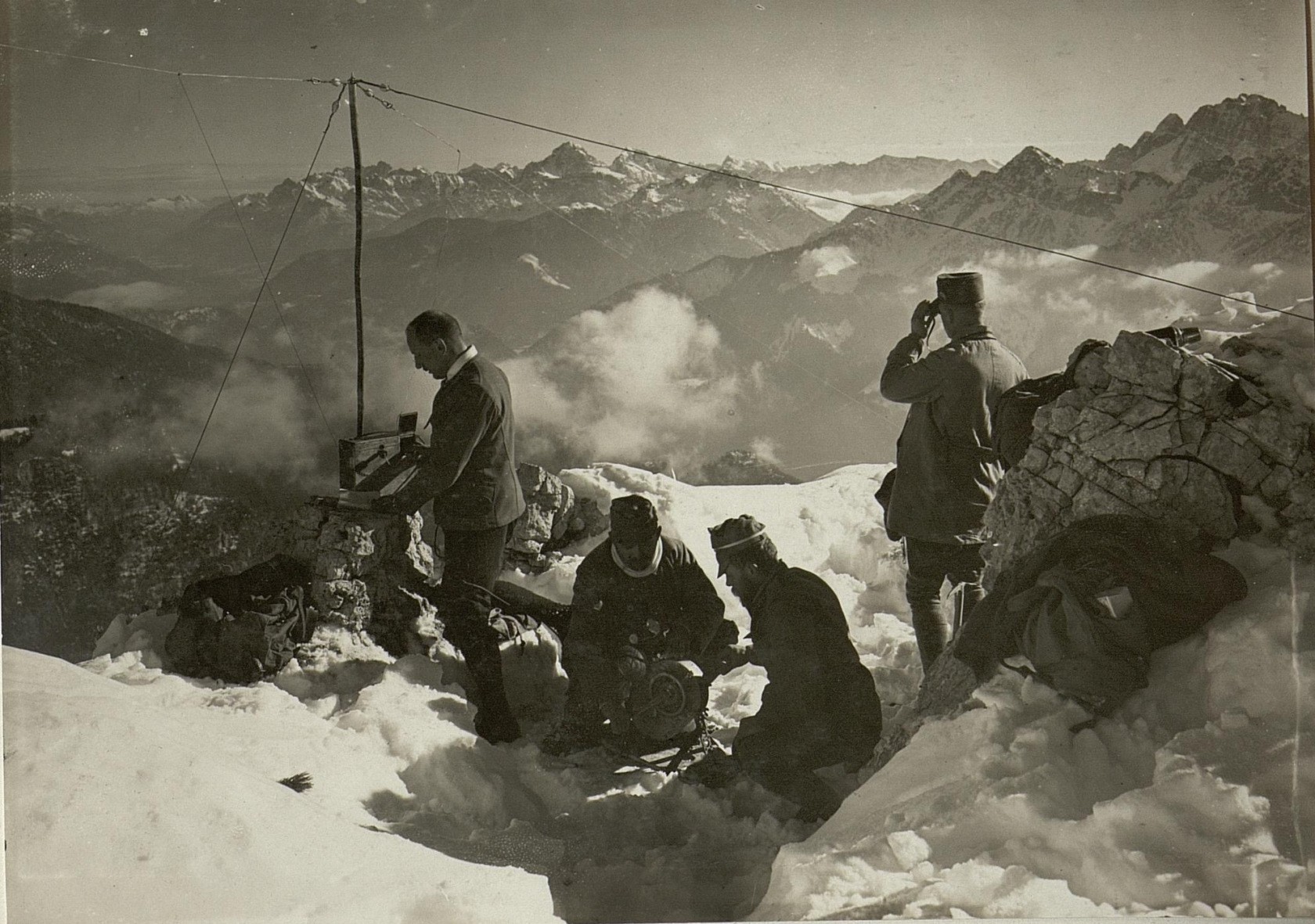
Österreichische Funkstation auf dem Gisnitz (1916)

Die Front befand sich zum größten Teil in gebirgigem Gelände und stellte somit besondere Anforderungen an die Kriegsführung (vgl. Gebirgskrieg). So musste buchstäblich jede Wasserflasche und jedes Stück Feuerholz von Maultieren oder Trägern in die Stellungen transportiert werden. Da ab dem Winter 1916/17 die Pferde und Maultiere mangels Futter kaum noch leistungsfähig waren, wurden sie mehr und mehr durch elektrisch betriebene Seilbahnen bzw. Zugverbindungen ersetzt.
Die kürzeste Verbindung nach Kärnten bzw. ins nördliche Slowenien wurde außerdem durch noch in der napoleonischen Zeit errichtete Forts (z. B. Fort Hermann oder Herrmannswerk) versperrt. Der österreichisch-ungarischen Armeeführung war bewusst, dass diese Sperranlagen einem Beschuss mit modernen Brisanzgranaten nicht standhalten würden. Die Geschütze und Besatzungen dieser Forts waren deshalb noch vor dem Kriegsausbruch bis auf eine minimale Restmannschaft, die eine Vollbesetzung vortäuschte, abgezogen worden. Die italienischen Truppen wurden vor diesen Forts gestoppt und die italienische Artillerie schoss die Forts nieder, was der österreichischen Armee die Zeit verschaffte, die sie zum Aufbau ihrer Verteidigungslinien benötigte.
Am Isonzo und in Richtung Triest war das Gelände eher hügelig und verkarstet und somit offen für Großangriffe. Demzufolge konzentrierten sich die italienischen Angriffe immer wieder auf diesen Abschnitt. Vor allem die einzigen zwei österreichischen Brückenköpfe westlich des Isonzo, bei Tolmein und bei Görz, wurden mehrfach angegriffen. Hier zeigte sich das militärische Ungeschick Cadornas, er zögerte, obwohl die Italiener mit den Alpini über eine speziell für den Gebirgskrieg trainierte Eliteeinheit mit hohem Korpsgeist verfügten, dazu eine mehrfache Überlegenheit mit konventionellen Kräften. Währenddessen standen auf der Gegenseite bestenfalls zweitklassige Einheiten aus alten und sehr jungen Männern mit kaum vorhandener Ausrüstung bereit (etwa k.k. Standschützen). Das Zögern der Italiener verschaffte den Österreichern Zeit, reguläre Einheiten heranzuführen und eine moderne, tiefgestaffelte Verteidigungslinie aufzubauen.
General Cadorna bevorzugte zu Beginn eine konservative, veraltete Angriffstaktik. So gingen seine Soldaten dicht gedrängt und gestaffelt vor, was alle anderen kriegsführenden Länder wegen der dabei eintretenden außerordentlich hohen Verluste durch Maschinengewehrfeuer der Verteidiger seit langem vermieden. Außerdem war Cadorna zu zögerlich und verschenkte so des Öfteren bereits erkämpfte Anfangserfolge. Hinzu kam ein äußerst brutaler Führungsstil, bei denen Niederlagen nur der mangelnden „Moral“ der Soldaten geschuldet waren und nicht etwa der Planung oder dem Gelände. Zusätzlich war Cadorna sehr negativ gegenüber einem regelmäßigen Auswechseln der Fronteinheiten eingestellt. Auch Briefe aus der Heimat würden die Soldaten nur „weich“ machen, obwohl die Soldaten die Feldpost oft sehnlich erwarteten. Auf diese Denkart Cadornas lassen sich wohl zumindest teilweise die häufigen Versorgungsschwierigkeiten der italienischen Armee zurückführen. Cadornas Führungsstil und seine Neigung zu sinnlosen und verlustreichen Angriffen führten zu mehreren Meutereien, die blutig niedergeschlagen wurden.
Die Österreicher ihrerseits hatten mit Generaloberst Svetozar Boroević von Bojna einen ihrer fähigsten Kommandeure an die italienische Front entsandt. Vor allem die Defensive war eine seiner Spezialitäten; er schaffte es immer wieder, trotz deutlicher Unterlegenheit gegen einen bis zu dreimal stärkeren Gegner einen italienischen Durchbruch zu verhindern. Sein Geschick trug ihm bald den Beinamen „der Löwe vom Isonzo“ ein. Am 1. Februar 1918 wurde er von Kaiser Karl I. zum Feldmarschall befördert.
Beide Seiten hatten aufgrund der ungeheuren Strapazen und Entbehrungen mit Disziplinproblemen bis hin zur Desertion zu kämpfen. In der k.u.k. Armee waren vor allem tschechische Einheiten stark betroffen. Der Nationalismus und die Propagierung eines eigenen tschechischen Nationalstaats durch die Entente begannen, Wirkung zu zeigen. Die schlechte Versorgungslage der k.u.k. Einheiten tat ein Übriges, um die Kampfmoral zu senken.
Bei den italienischen Einheiten war oft der (bis heute existierende) Unterschied zwischen Nord- und Süditalienern Grund für das Überlaufen zum Feind. Süditaliener betrachteten den Krieg häufig als einen sie nichts angehenden „Krieg Roms und des Nordens“.
Es wurde auch wieder Minenkrieg – teils in schwierigem Gelände – mit Minenstollen geführt: feindliche Stellungen (und sogar ganze Berggipfel) wurden untergraben, unterminiert und gesprengt. Bekanntestes Beispiel ist der Col di Lana. Auch wurden durch Beschuss absichtlich Schnee- oder Gerölllawinen oberhalb von feindlichen Stellungen ausgelöst.

## Frontverlauf

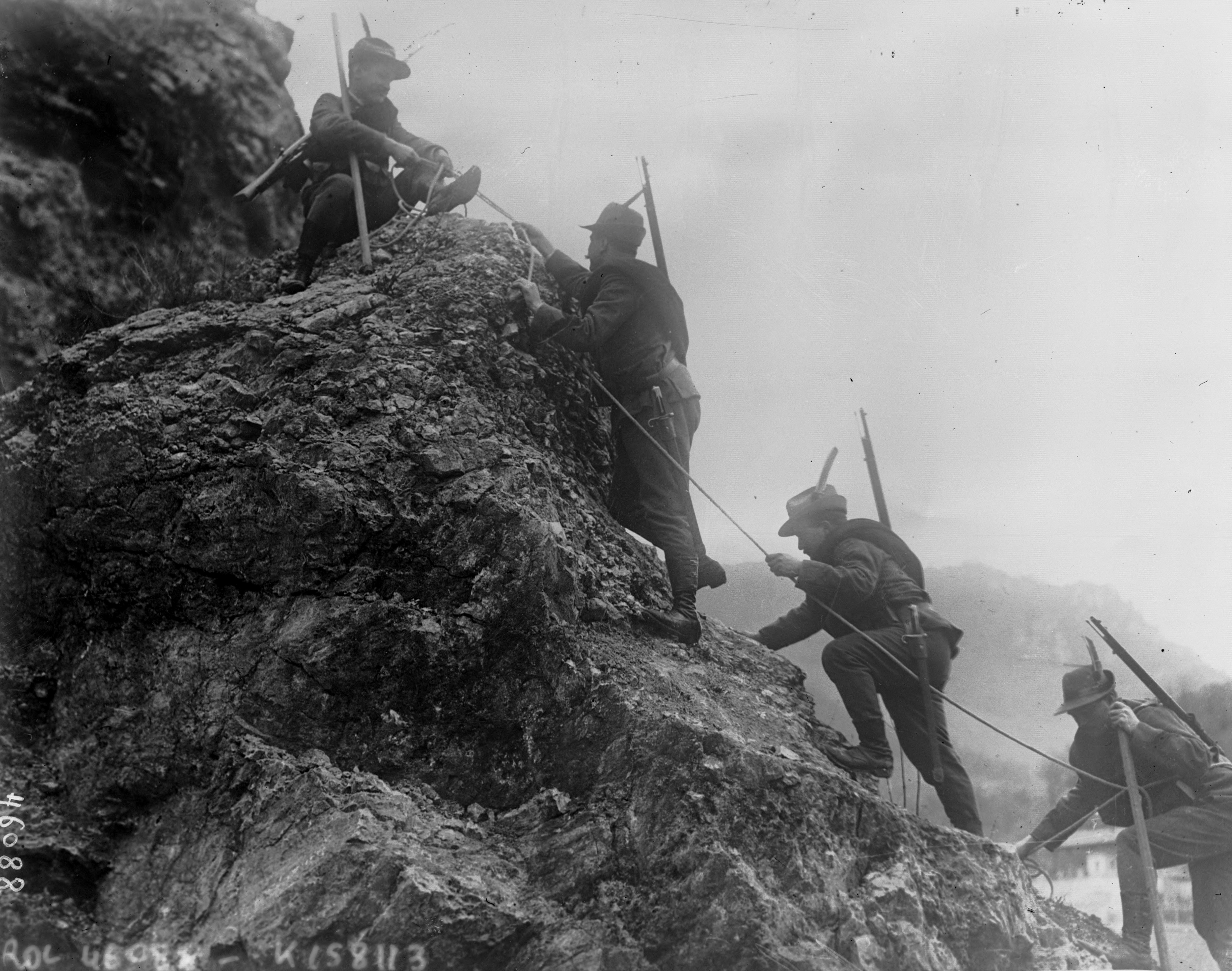
Italienische Alpini im Hochgebirge (1915)

Während in den Dolomiten auf österreichisch-ungarischer Seite Halteschlachten (mit Ausnahme der Südtiroloffensive 1916 und dem Unternehmen Lawine genannten Offensiven) geschlagen wurden, fanden die wesentlichen Ereignisse in den Karnischen und Julischen Alpen statt. Hierbei ragten besonders die Isonzo- und Piaveschlachten heraus.
Erst nach dem erfolgreichen Feldzug gegen Serbien und Montenegro im Herbst 1915 ergab sich für Österreich eine Möglichkeit, gegen Italien offensiv zu werden. Geplant war eine Offensive von zwei österreichischen Armeen, ausgehend von der Hochfläche von Lavarone in Richtung Venedig. Wegen ungünstiger Witterungsverhältnisse konnte die Offensive erst am 15. Mai 1916 beginnen, wodurch der Überraschungseffekt verloren ging. Die Offensive erzielte trotz des schwierigen Geländes Anfangserfolge und lief sich bald fest. Die Anfang Juni 1916 einsetzende russische Brussilow-Offensive zwang die Österreicher endgültig zum Einstellen des Angriffes.
Die österreichische Frühjahrsoffensive, die vom 15. Mai bis 16. Juni 1916 auf dem Gebiet der Sieben Gemeinden stattfand, blieb erfolglos.
Lediglich an der Kärntner und Isonzo-Front gelang es, den Stellungskrieg in den Bewegungskrieg zu überführen. Der Gasangriff der k.u.k. Armee bei Flitsch/Plezzo/Bovec am Beginn der 12. Isonzo-Schlacht am 24. Oktober 1917 führte auch zum Zusammenbruch der italienischen Front im Hochgebirge, ein Erfolg, der die k.u.k. Armee mit ihren verbündeten deutschen Truppen zuerst an den Tagliamento und weiter bis an den Piave führte.
Die Gebirgsfront zwischen dem Stilfser Joch und dem Piave bestand bis 1918 weiter. Der südliche Abschnitt der österreichischen Gebirgsfront brach Ende Oktober 1918 nach der Schlacht von Vittorio Veneto zusammen.

## Kriegshandlungen
Am 23. Mai 1915 trat Italien trotz des Bündnisses auf Seiten der Entente gegen Österreich-Ungarn in den Ersten Weltkrieg ein. Im Manifest vom 23. Mai 1915 An Meine Völker! sagte dazu Kaiser Franz Josef: „Der König von Italien hat mir den Krieg erklärt. Ein Treubruch, dessengleichen die Geschichte nicht kennt, ist von dem Königreiche Italien an seinen beiden Verbündeten begangen worden.“ Italien verfügte bei Kriegsbeginn über ein Heer von 900.000 Mann, das sich in vier Armeen sowie die Karnische Gruppe gliederte. Oberbefehlshaber war General Luigi Cadorna. Der festgelegte Operationsplan sah vor, mit der 2. und 3. Armee über den Fluss Isonzo in Richtung Laibach vorzustoßen, um ein strategisches Zusammenwirken mit dem russischen und serbischen Heer zu ermöglichen. Die Karnische Gruppe sollte Richtung Villach in Kärnten vorstoßen, die 4. Armee Toblach angreifen. Die gegen Südtirol eingesetzte 1. Armee sollte sich defensiv verhalten. Bereits in den ersten Wochen zeigte sich, dass die geplanten Operationsziele völlig unrealistisch waren. Dies lag einerseits an dem schwierigen Gelände und mangelnder Artillerie, anderseits jedoch auch an dem völlig erratischen Verhalten des italienischen Oberkommandos, das direkte Frontalangriffe auf massiv eingegrabene Gegner bevorzugte. Dabei wurden die italienischen Soldaten von österreichischen MGs und Artillerie so stark beschossen, dass die Offensiven allesamt bis auf marginale Erfolge wirkungslos zusammenbrachen. Die Österreicher hatten im Gegensatz zu den Italienern schon Kriegserfahrung und wussten wie wichtig eine gut befestigte Stellung und Artillerieüberlegenheit war. Etwas ausgeglichen wurde das durch General Hötzendorf, der wie Cadorna einen Hang zu Massenangriffen mit großen Verlusten hatte und auf dessen Initiative mehrere gescheiterte Offensiven der Österreicher zurückgingen, die dafür sorgten, dass die österreichisch-ungarische Armee bei Kriegsende gerade so fähig war, das eroberte Territorium zu halten.
Bis Oktober 1917 lief die Front in nördlicher Richtung durch die Dolomiten und dann in östlicher Richtung durch die Karnischen Alpen. In den Julischen Alpen verlief sie im Wesentlichen entlang der heutigen italienisch-slowenischen Grenze und am Isonzo entlang nach Süden. Südlich von Görz fanden etliche Schlachten auf dem östlich des Isonzounterlaufes gelegenen Karstplateau statt (1.–12. Isonzoschlacht), von wo aus die italienische Armee in Richtung Triest und Laibach vorstoßen wollte. Die Frontlinie endete bei Duino an der Adria. Insgesamt handelte es sich um eine ca. 600 km lange Front (Luftlinie), die zwischen der Schweiz und der Adria in Form eines liegenden „S“ verlief. Der Großteil der Front lag im Hochgebirge, weswegen die genannten 600 km aus topografischen Gründen in Wirklichkeit um mehrere hundert Kilometer verlängert werden müssen.
Von Oktober 1917 bis Oktober 1918 verlief die Front nach der Schlacht von Karfreit (12. Isonzoschlacht) von der Hochfläche der Sieben Gemeinden über den Monte Grappa und im Tiefland am Piave entlang bis zur Adria.
Die dritte Piaveschlacht (Schlacht von Vittorio Veneto, 24. Oktober bis 3./4. November 1918) zwang Österreich-Ungarn zum Waffenstillstand von Villa Giusti. Dieser trat am 4. November 1918 (15 Uhr) in Kraft.

## Auswirkungen von Naturgefahren
Für die Menschen an der Alpenfront war der Kampf um das Überleben von Naturgewalten und schlechten Gesundheits- und Lebensbedingungen oft gleichzusetzen mit dem Überleben der Waffen der Gegenseite. Die Auswirkungen von Naturgefahren, und wie diese zu Verlusten beitrugen, ist relativ wenig erforscht. Opferzahlen von Menschen und Nutztieren, Schäden der Infrastruktur und natürlichen Ressourcen (z. B. Wälder und Wasserquellen), die direkt durch Naturgefahren hervorgerufen wurden, beruhen auf Schätzungen. An der Alpenfront waren Lawinen und Kälte die verheerendsten Naturgefahren, aber auch Erdrutsche und Blitze. Walther Flaig schrieb in seinem Buch Lawinen: Abenteuer Und Erfahrung, Erlebnis Und Lehre (1955), dass mindestens 40.000–50.000 durch Lawinen allein getötet wurden. Heinz Lichem schätzte in den 70 er Jahren, dass 100.000 aufgrund alpiner Naturfaktoren ums Leben kamen. Das Fehlen einer Schätzung betrifft vor allem die Verluste aufgrund von Unterkühlung, Erfrierungen und Entbehrungen, die durch Kälte und Feuchtigkeit sowie Nahrungsmangel mit in Folge Auszehrung verursacht wurden. 1915 wurden 60 Prozent der italienischen Soldaten in einigen Sektoren aufgrund von Erfrierungen von der Front entfernt. An manchen Frontabschnitten kamen mehr Soldaten durch Lawinen, Felsstürze und Unfälle ums Leben als durch feindlichen Beschuss (→ Lawinenkatastrophe vom 13. Dezember 1916).

## Historiographie
Die Geschichtsschreibung des Ersten Weltkriegs ist weitgehend auf die Westfront und nationale Zusammenhänge fokussiert. Neue extreme Umgebungen, wie die Wüste der Afrikafront oder die alpine, standen bis ins 21. Jahrhundert selten im Fokus eingehender Studien.

### Museen

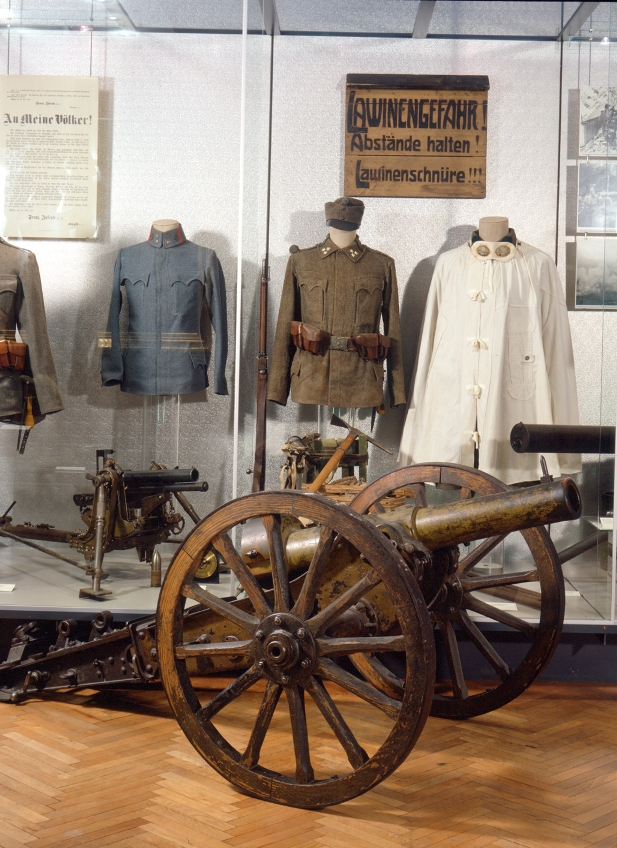
Ortler-Geschütz im Heeresgeschichtlichen Museum

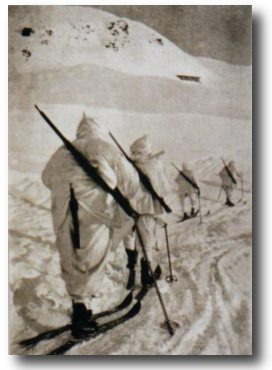
Italienische Alpini im Hochgebirge

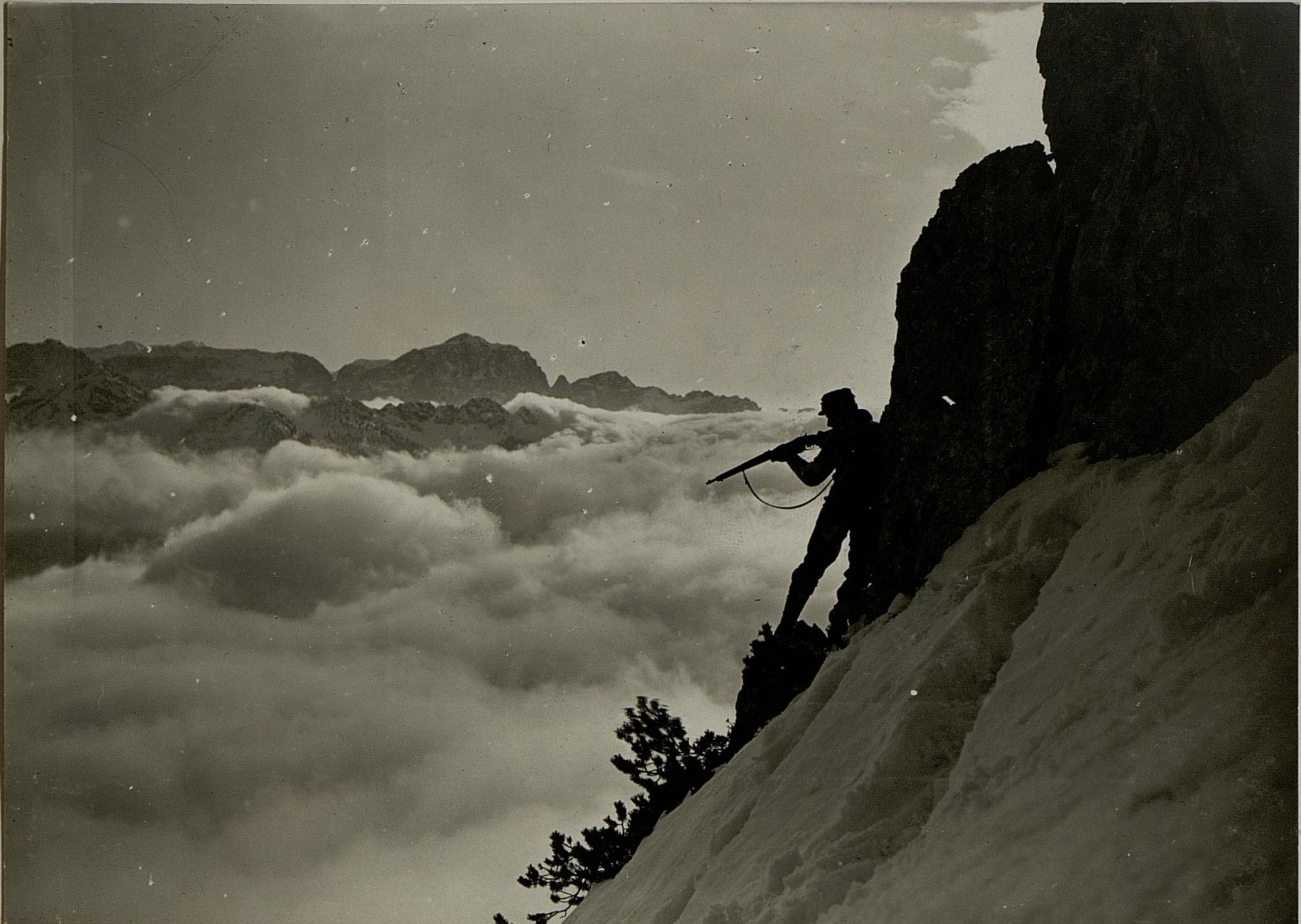
Österreichischer Schütze am Hang des Gisnitz

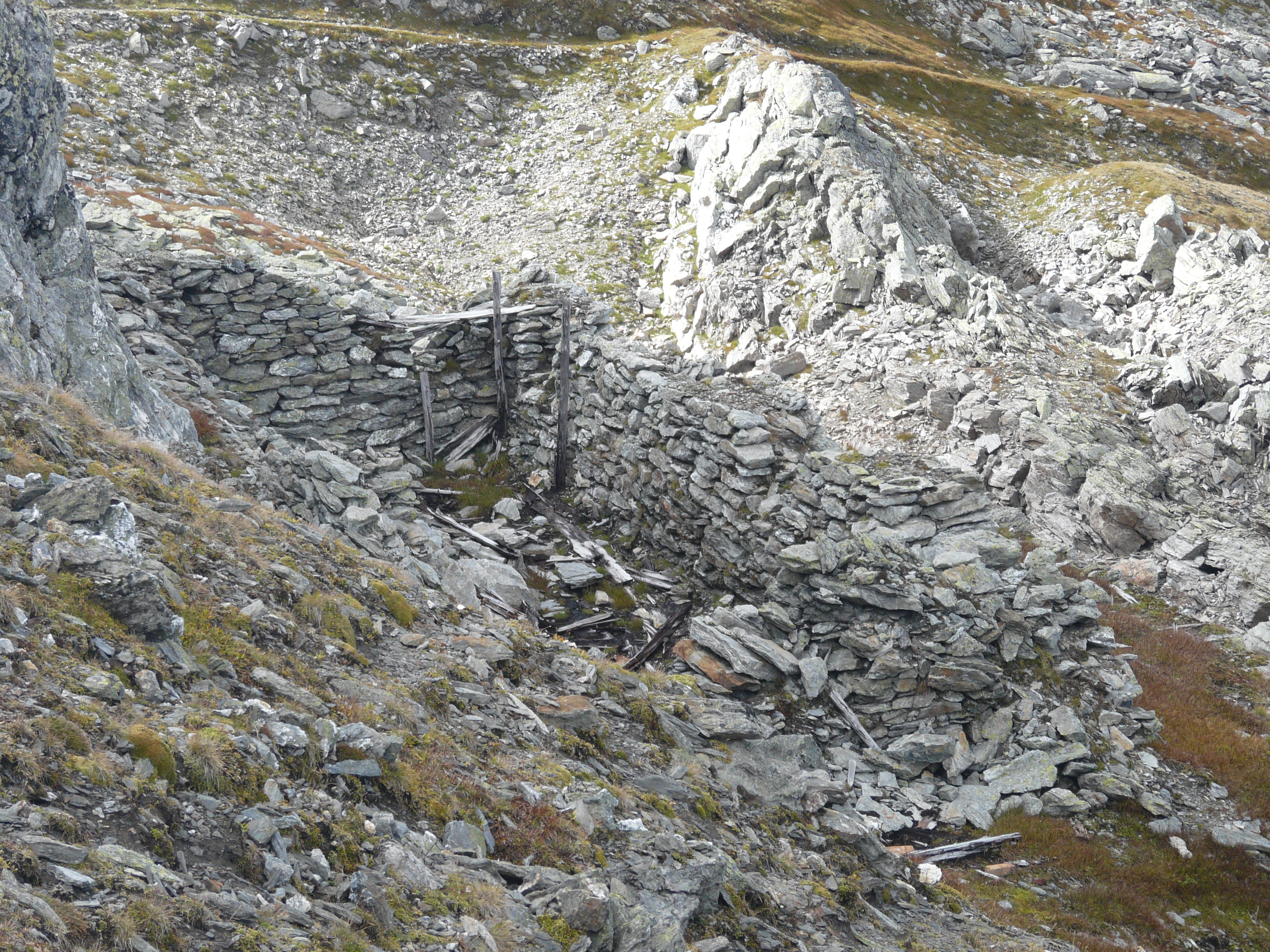
Verfallene Stellungen auf der Kammlinie der Karnischen Alpen

Im Heeresgeschichtlichen Museum in Wien ist der Gebirgskrieg in einem eigenen Bereich dokumentiert. Ausgestellt sind unter anderem Uniformen, Tarnbekleidung, Gletscherschutzbrillen, Infanteriegeschütze und Maschinengewehre, darunter eine 7-cm-Gebirgskanone M 1899, welche in der Gipfelzone des Ortler auf 3850 Meter in Stellung gegangen war und die höchste Geschützstellung Europas war.
Das Kobarid-Museum von 1990 in der slowenischen Gemeinde Kobarid widmet sich den Isonzoschlachten, insbesondere der Schlacht von Karfreit. Für die Ausstellung wurde das Museum 1993 mit dem Museumspreis des Europarats ausgezeichnet.
Das 1992 im Rathaus von Kötschach-Mauthen eröffnete und seither mehrfach ausgezeichnete Museum 1915–18 zeigt anhand von zahlreichen Fotos, Exponaten und Dokumenten die Hochgebirgsfront vom Ortler bis zur Adria. Der Initiator der Friedenswege und Gründer des Vereins Dolomitenfreunde Oberst iR Prof. Walther Schaumann hat mit seinen internationalen Freiwilligen auch das Freilichtmuseum des Gebirgskrieges am Plöckenpass errichtet. Dieses soll Besuchern mit seinen Stellungsanlagen, Schützengräben und Kavernen das Alltagsleben der Soldaten im Ersten Weltkrieg vor Augen führen.
Am Pordoijoch befindet sich das seit 2015 bestehende „Kriegsmuseum 1915–1918 Dolomiten“, welches sich seit 2018 in der Talstation der Seilbahn befindet. Es widmet sich auf 450 m2 Fläche mit über 3.000 Objekten den Kämpfen am Col di Lana und der Marmolata.
Das Kriegsmuseum Rovereto und die sonstigen im Netzwerk Rete Trentino Grande Guerra zusammengeschlossenen Museen und Gedenkstätten im Trentino behandeln den Gebirgskrieg eher peripher.